# Sterling Sharpe
Sterling Sharpe (Chicago, 6 aprile 1965) è un ex giocatore di football americano statunitense che ha militato nel ruolo di wide receiver per tutta la carriera con i Green Bay Packers della National Football League (NFL). Fu scelto nel corso del primo giro (7º assoluto) del Draft NFL 1988 dai Packers. Al college ha giocato a football a South Carolina.. È stato introdotto nella Pro Football Hall of Fame nel 2025, di cui fa parte anche il fratello Shannon.

## Carriera
Sharpe fu scelto come settimo assoluto dai Packers nel Draft 1988 ed ebbe un immediato impatto nella squadra. Nella sua stagione da rookie partì come titolare in tutte le 16 partite e ricevette 55 passaggi. Nella sua seconda stagione guidò la lega con 90 ricezioni, il primo giocatore dei Packers a fare ciò dai tempi di Don Hutson nel 1945, superando i record di franchigia dello stesso Hutson per ricezioni e yard ricevute in una stagione.

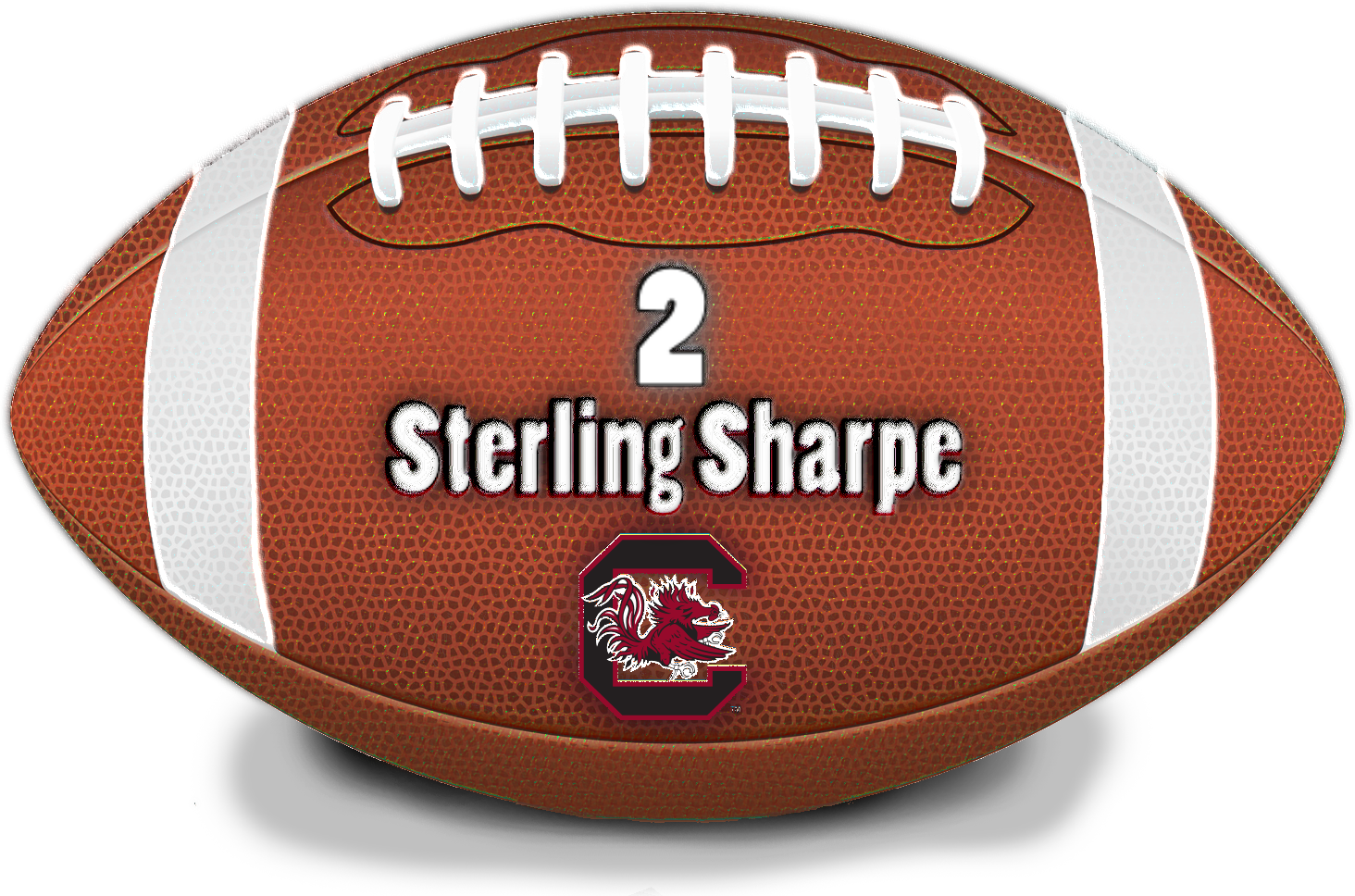
Il numero 2 di Sharpe è stato ritirato dai South Carolina Gamecocks.

Pochi anni dopo, nel 1992, Sharpe e il nuovo quarterback, Brett Favre, formarono una delle coppie più prolifiche della lega. Nella gara finale di quella stagione, Favre passò a Sharpe il pallone numero 107 della stagione, superando il record NFL di Art Monk stabilito nel 1984. Quell'anno, Sharpe divenne solamente uno dei sette giocatori della storia della NFL a vincere la "tripla corona" nel ruolo di ricevitore: Sterling guidò la NFL in yard ricevute, touchdown su ricezione e passaggi ricevuti. Don Hutson (1936, 1941–44), Elroy Hirsch (1951), Pete Pihos (1953), Raymond Berry (1959), Jerry Rice (1990), Steve Smith (2005) e Cooper Kupp (2021) sono gli altri giocatori ad aver compiuto questa impresa. Nel 1993, Sharpe batté il suo stesso record ricevendo 112 passaggi, rendendolo il primo giocatore della storia a ricevere più di 100 passaggi per due stagioni consecutive. Nel 1994, i 18 touchdown segnati su ricezioni furono (all'epoca) il miglior risultato di ogni tempo, dietro i 22 di Jerry Rice nel 1987.
La spettacolare carriera di Sterling Sharpe si interruppe bruscamente nel 1994 a causa di un infortunio al collo, dopo essere stato inserito per cinque volte nella formazione ideale della stagione All-Pro (1989, 1990, 1992, 1993, e 1994). Dal momento che non poté più giocare e che non fece quindi parte della squadra dei Packers che vinse il Super Bowl nel 1996, suo fratello Shannon gli consegnò il primo dei tre anelli del Super Bowl vinti in carriera, citando la grande influenza avuta da Sterling nel corso della sua vita. Quando Shannon Sharpe fu inserito nella Hall of Fame nel 2011, nel discorso di ringraziamento affermò:
Il 22 maggio 2014 Sharpe fu inserito nella College Football Hall of Fame.

## Palmarès
- Convocazioni al Pro Bowl: 5

1989, 1990, 1992, 1993, 1994
- First-team All-Pro: 3

1989, 1992, 1993
- Second-team All-Pro: 2

1990, 1994
- Leader della NFL in ricezioni: 3

1989, 1992, 1993
- Leader della NFL in yard ricevute: 1

1992
- Leader della NFL in touchdown su ricezione: 2

1992, 1994
- Green Bay Packers Hall of Fame
- Numero 2 ritirato dai South Carolina Gamecocks
- College Football Hall of Fame
- Pro Football Hall of Fame (classe del 2025)

## Statistiche
| Ricezioni              | 595   |
| Yard su ricezione      | 8.164 |
| Touchdown su ricezione | 65    |